# مزرعة بلحص
مزرعة بلحص هي إحدى القرى اللبنانية من قرى قضاء زغرتا في محافظة الشمال.